# Ranunculus acris
Ranunculus acris (L., 1753), comunemente noto come ranuncolo comune, è una pianta appartenente alla famiglia delle Ranunculaceae, diffusa in Europa e Russia asiatica, comune nelle vicinanze delle siepi e nei prati.

## Etimologia
Il nome generico (Ranunculus), passando per il latino, deriva dal greco Batrachion, e significa “rana” (è Plinio scrittore e naturalista latino, che c'informa di questa etimologia) in quanto molte specie di questo genere prediligono le zone umide, ombrose e paludose, habitat naturale degli anfibi.

L'epiteto specifico (acris) deriva dal latino e significa “acre” o "acerbo", ma anche “tagliente" o "pungente" probabilmente qui si fa riferimento alle caratteristiche di questa pianta un po' caustica e corrosiva. Secondo Pignatti da un punto di vista grammaticale si dovrebbe usare il vocabolo acer (acris viene usato per nomi al femminile).

Il binomio scientifico attualmente accettato (Ranunculus acris) è stato proposto da Carl von Linné (Rashult, 23 maggio 1707 –Uppsala, 10 gennaio 1778), biologo e scrittore svedese, considerato il padre della moderna classificazione scientifica degli organismi viventi, nella pubblicazione Species Plantarum del 1753.

## Descrizione
È una pianta perenne e erbacea terrestre caratterizzata da alcune particolarità anatomiche e morfologiche come la possibilità di far germoliare le gemme ascellari. L'altezza media oscilla tra 30 e 80 cm. Sono inoltre definite emicriptofite scapose (H scap), ossia piante con gemme svernanti al livello del suolo e protette dalla lettiera o dalla neve. Tutta la pianta è fondamentalmente glabra e priva di cellule oleifere.

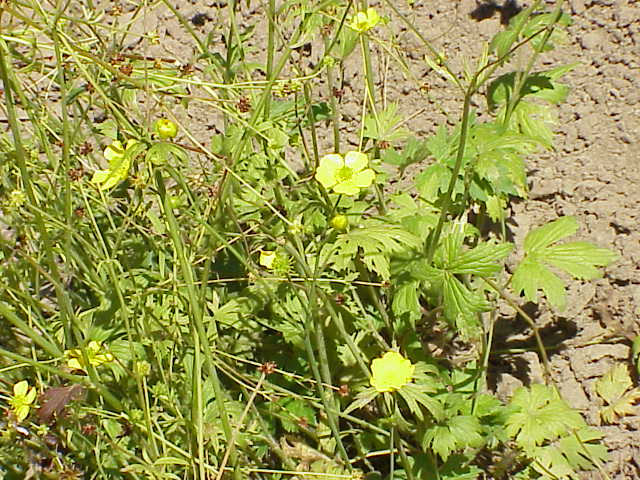
Il portamento
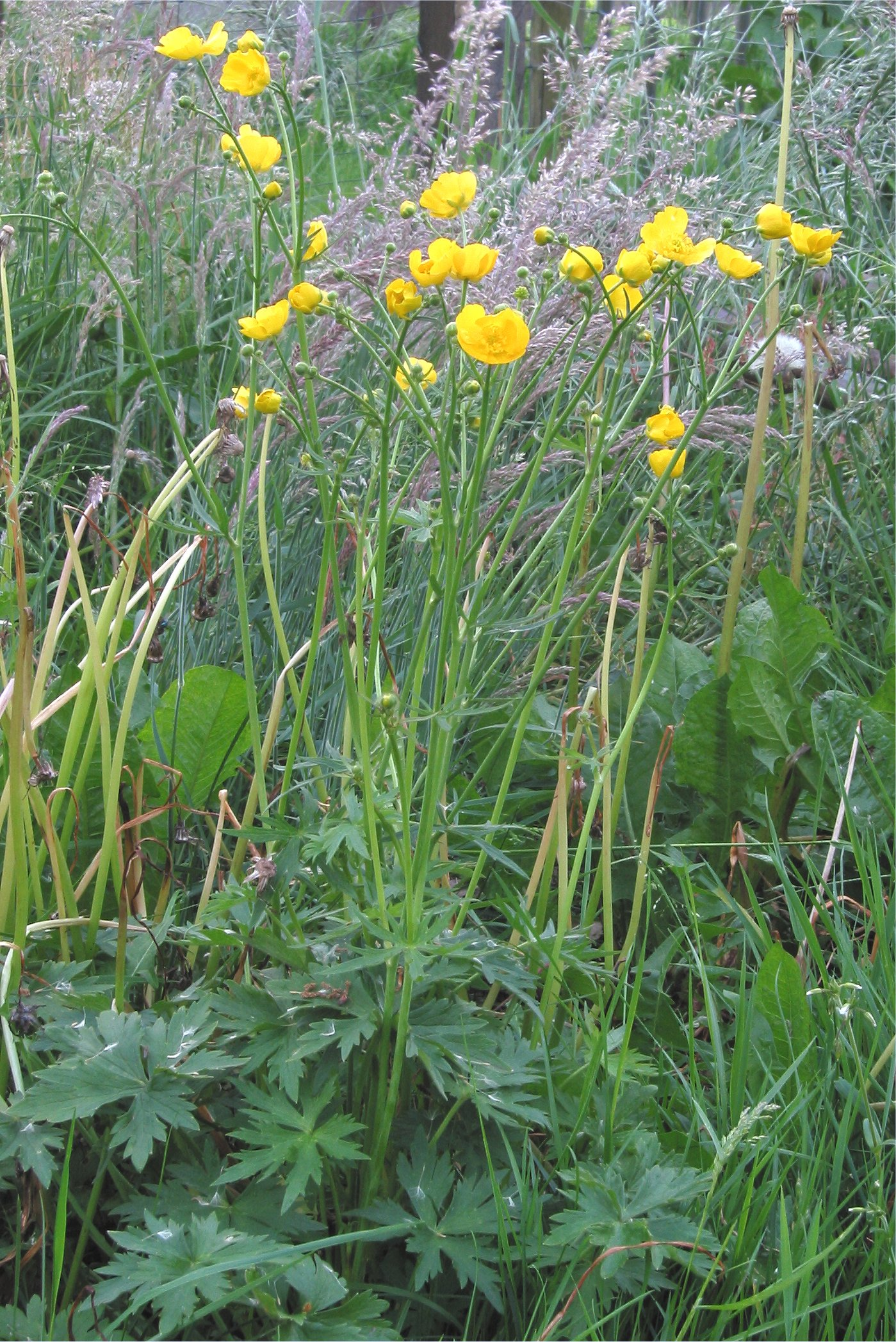
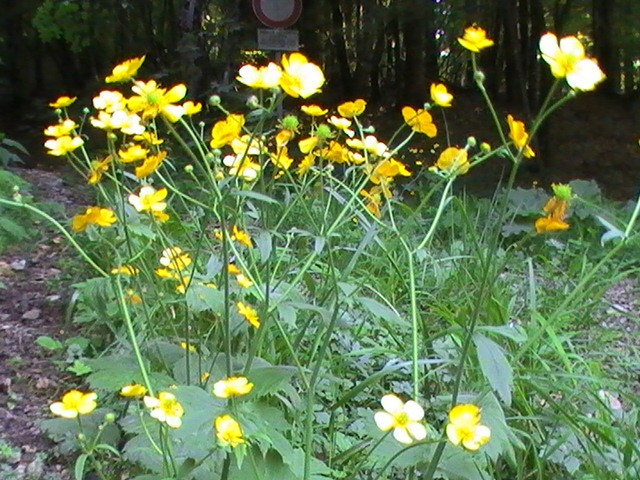
Località: Melere, Trichiana (BL), 843 m s.l.m. - 23/05/2009
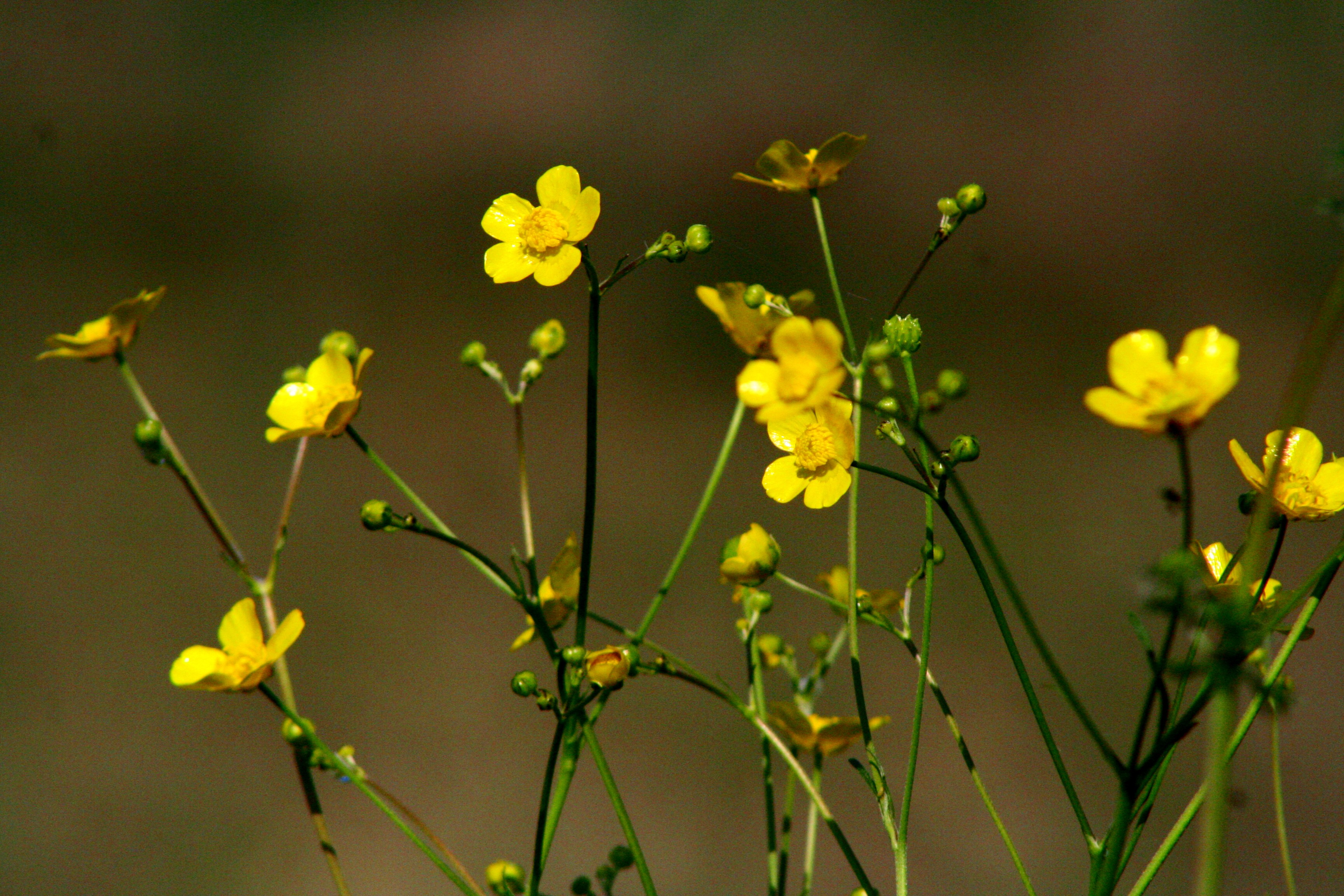
Località: Cesa, Limana (BL), 330 m s.l.m. - 23/04/2007

### Radici
Le radici sono secondarie da rizoma (mai tuberose) a forma fascicolata.

### Fusto
- Parte ipogea: la parte sotterranea consiste in un breve rizoma.
- Parte epigea: i fusti di queste piante sono a portamento eretto; sono glabri o con peli appressati solamente nella parte alta. Sono ramosi e multi-flori. La sezione è cilindrica e l'interno è cavo.

### Foglie

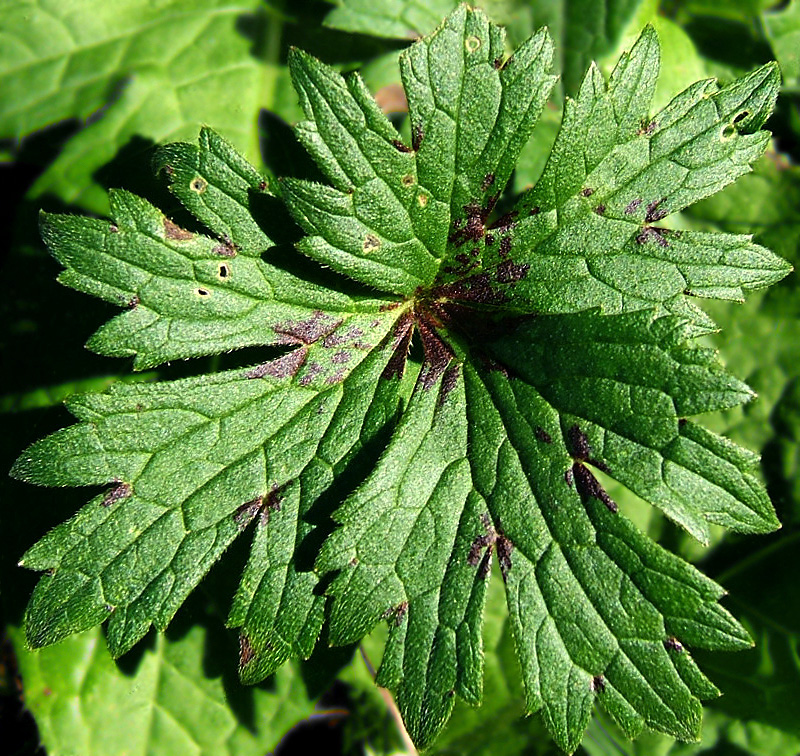
Foglie basali
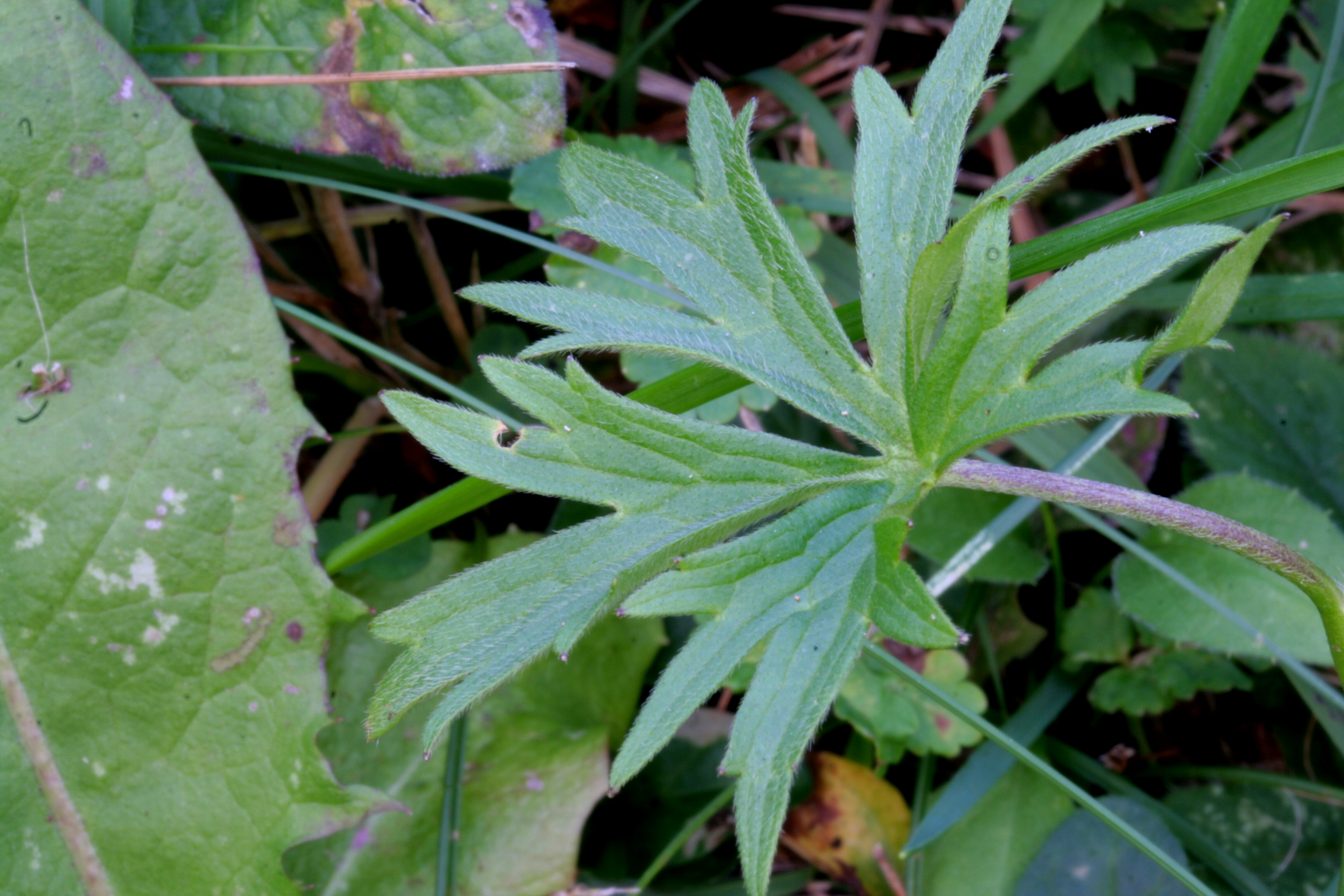
Località: Barp (BL), 700 m s.l.m. - 13/10/2007
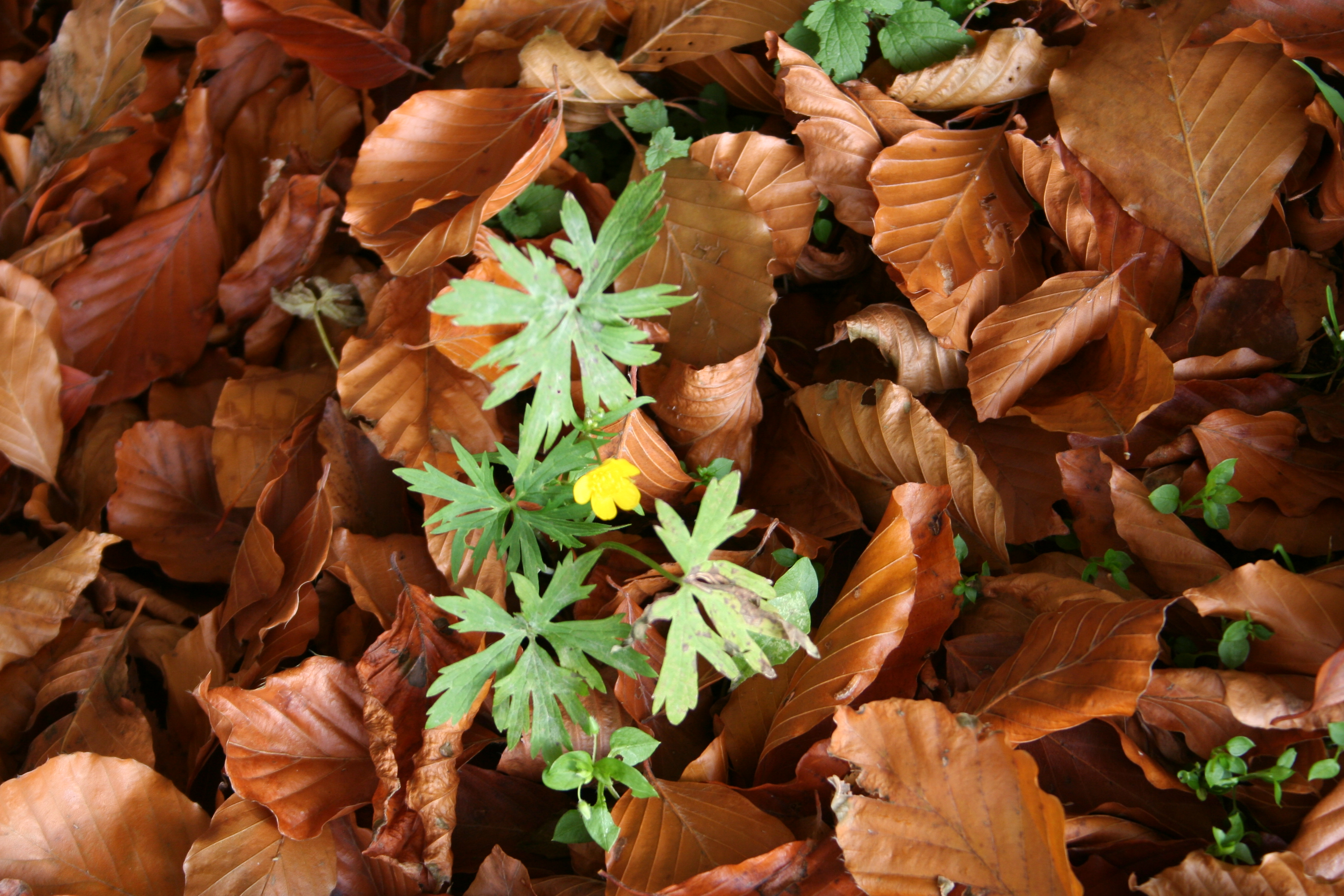
Località: Melere, Trichiana (BL), 843 m s.l.m. - 27/10/2007
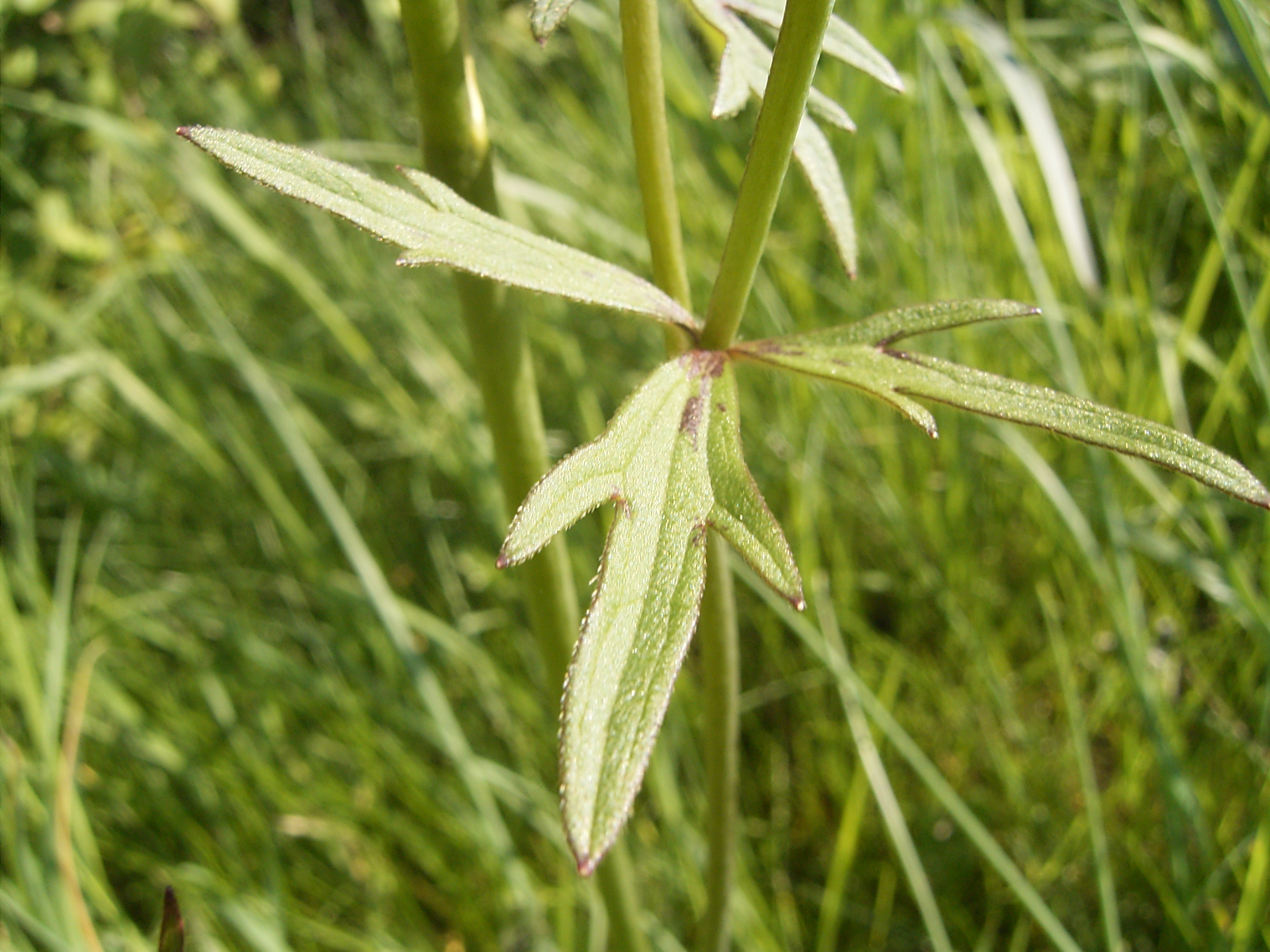
Foglie cauline

- Foglie basali: le foglie basali sono picciolate ed hanno una forma pentagonale (o quasi circolare, in tutti i casi poligonale) con margini profondamente incisi (ma non fino alla nervatura centrale; sono divise su 5/6) in 3 – 7 lobi o segmenti (foglia di tipo palmatosetta). I vari segmenti sono ben distanziati uno dall'altro. Ogni segmento termina con tre lacinie divaricate. Dimensione del picciolo 10 – 40 cm. Dimensioni delle foglie: larghezza 2,7 – 9,8 cm; lunghezza 1,8 – 5,2 cm (dimensione massima 15 cm).
- Foglie cauline: le foglie superiori lungo il fusto sono disposte in modo alterno, senza stipole e sono progressivamente ridotte (anche i piccioli sono più brevi) con un numero minore di lobi; il contorno in queste foglie è più reniforme mentre i lobi sono quasi delle lacinie; la superficie è macchiettata color porpora-scuro.

### Infiorescenza
L'infiorescenza è composta da fiori terminali e solitari (uno per ogni peduncolo); sono peduncolati all'ascella delle foglie superiori. 

### Fiore

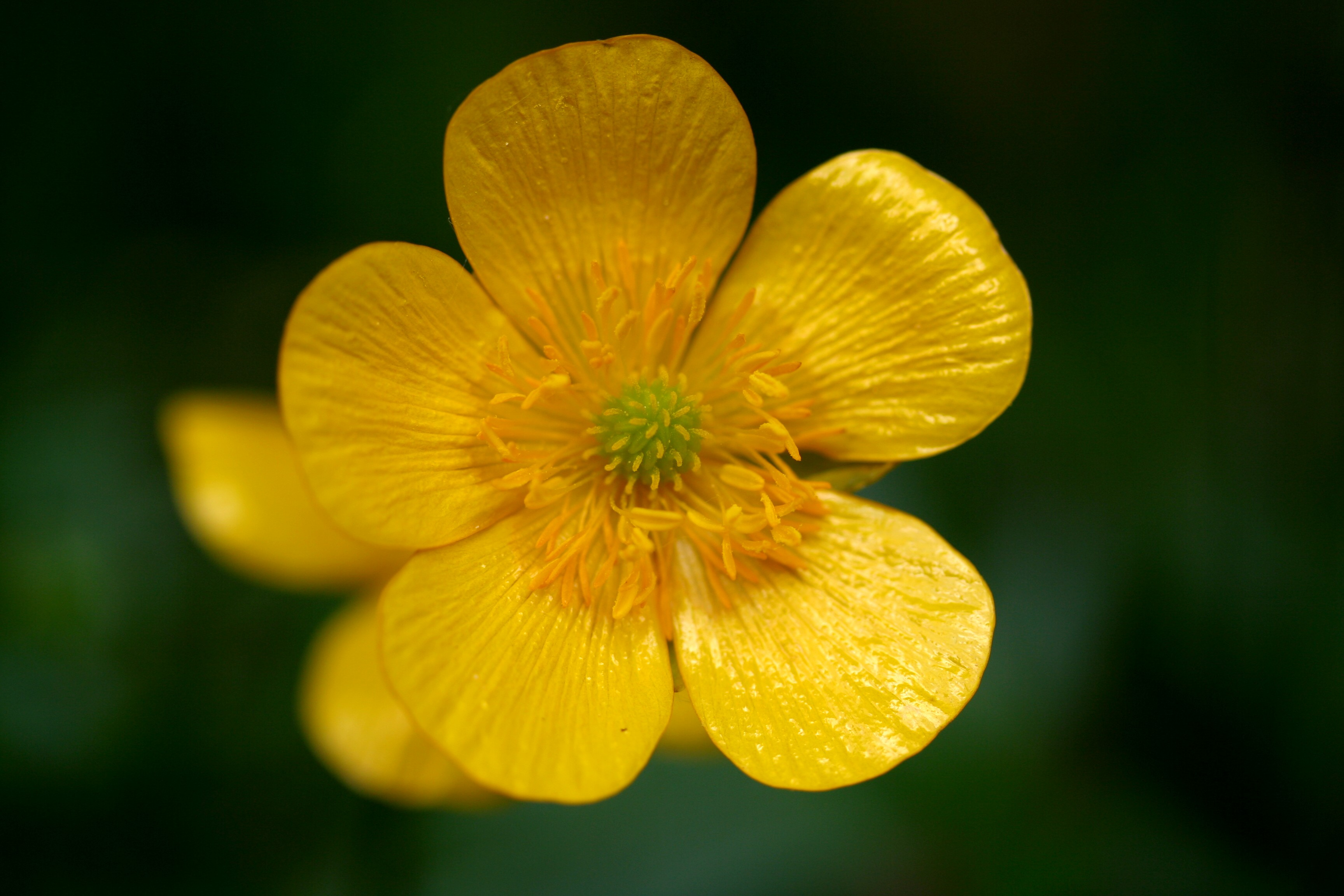
Il fiore Località: Villa Prima, Limana (BL), 350 m s.l.m. - 20/09/2008
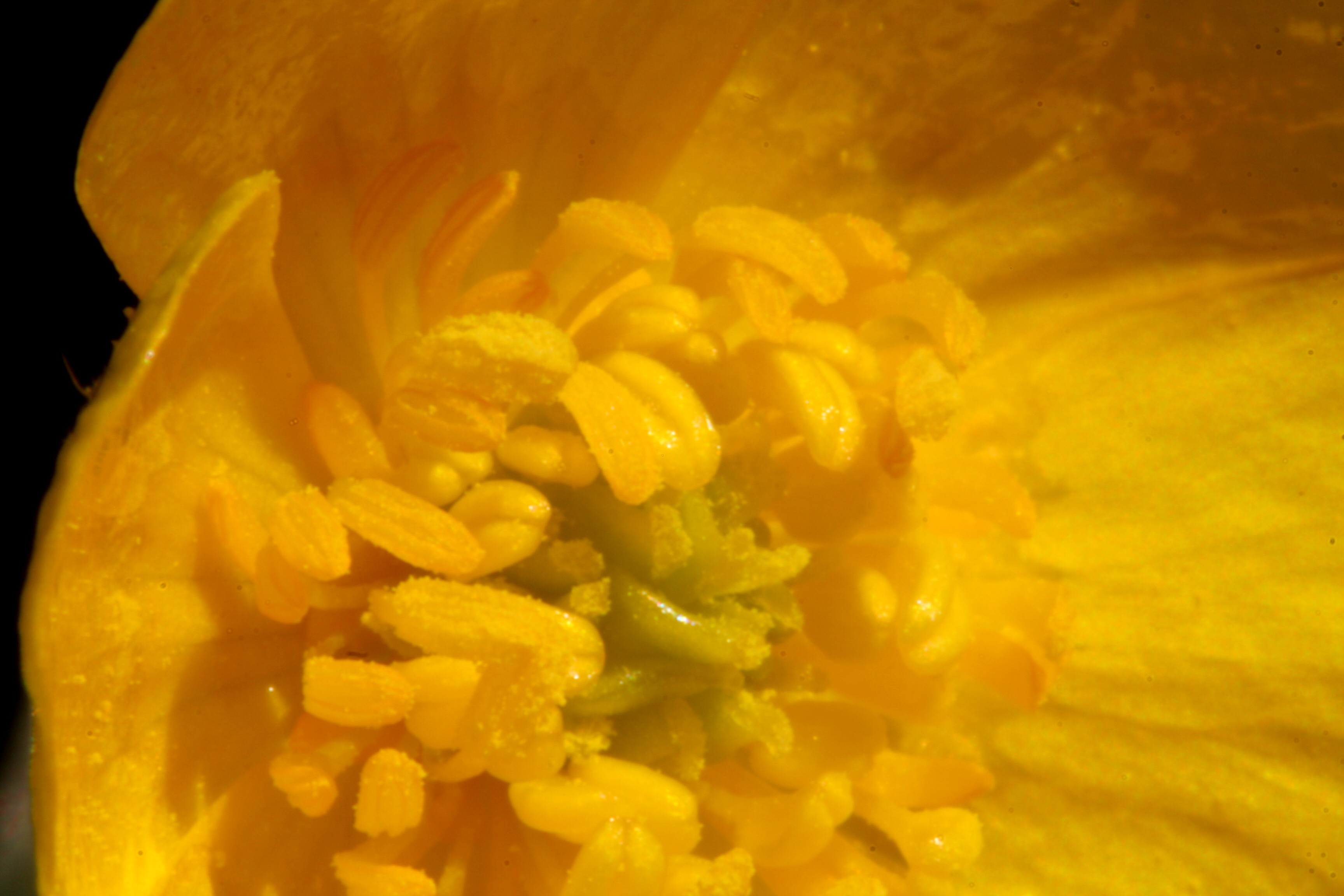
Località: Villa Prima, Limana (BL), 350 m s.l.m. - 04/10/2008
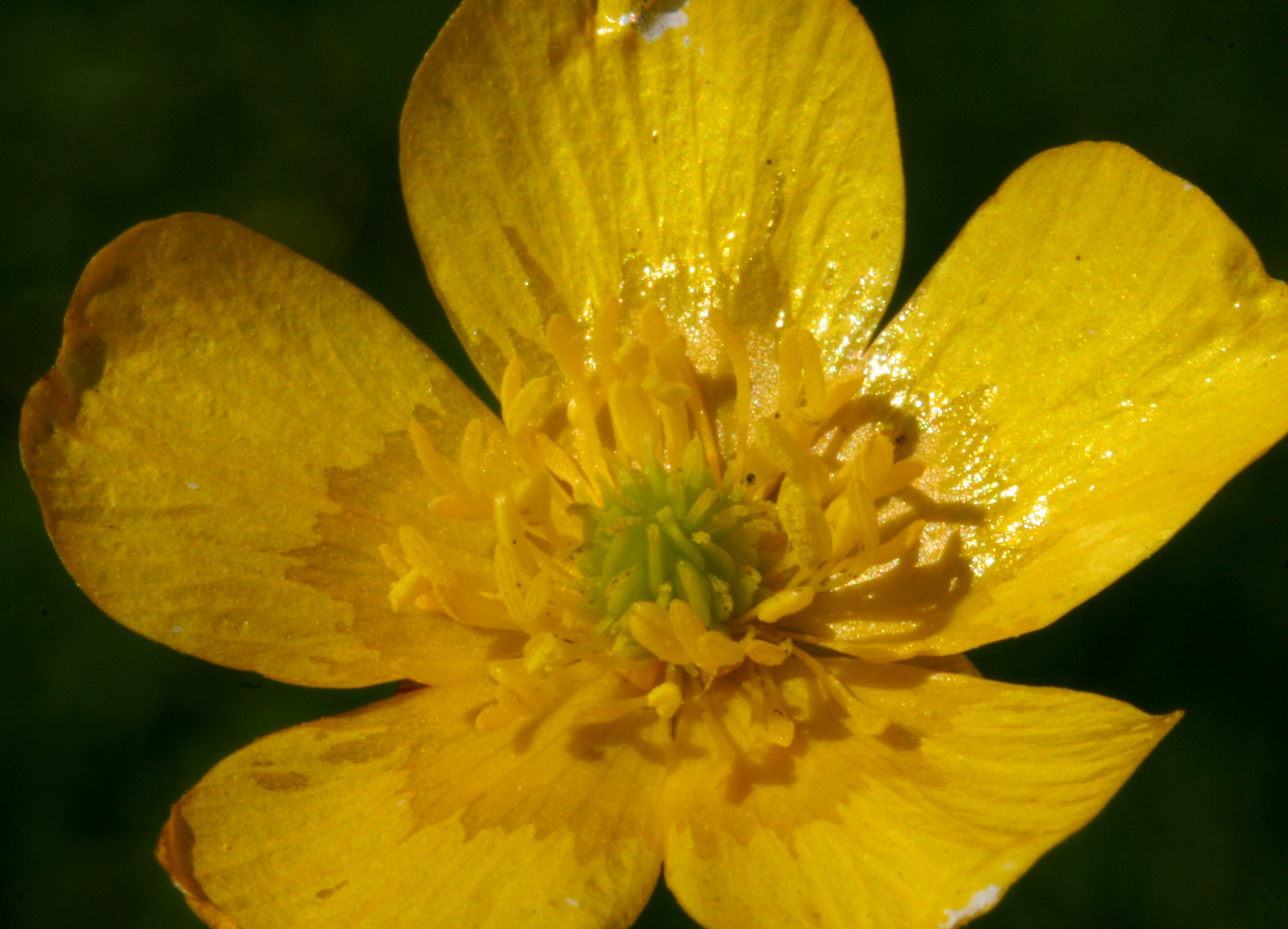
Località: Col di Roanza (BL), 850 m s.l.m. - 16/05/2009
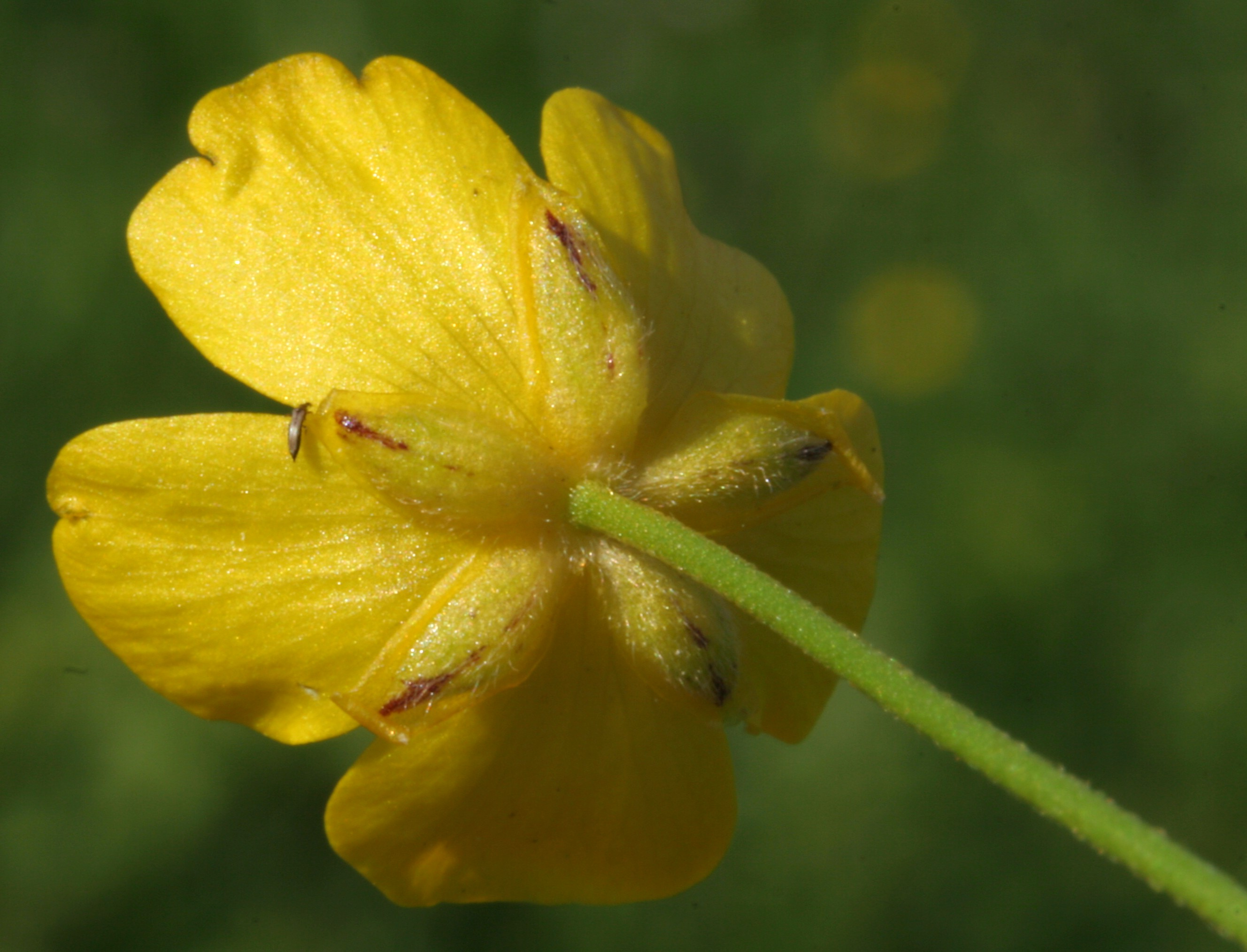
Il calice Località: Villa Prima, Limana (BL), 350 m s.l.m. - 04/10/2008

I fiori sono ermafroditi, emiciclici, attinomorfi. I fiori sono di tipo molto arcaico anche se il perianzio(o anche più esattamente il perigonio) di questo fiore è derivato dal perianzio di tipo diploclamidato (tipico dei fiori più evoluti), formato cioè da due verticilli ben distinti e specifici: sepali e petali. Il ricettacolo (supporto per il perianzio) è glabro. I peduncoli sono cilindrici e non sono solcati. Diametro dei fiori 15 – 25 mm.
- Formula fiorale: per queste piante viene indicata la seguente formula fiorale:

* K 5, C 5, A molti, G 1-molti  (supero), achenio
- Calice: il calice è formato da 5 sepali pelosi, verdastri (verde-giallastro) a disposizione embricata. In realtà i sepali sono dei tepali sepaloidi[8]. Alla fioritura sono disposti in modo patente ed appressati ai petali; poi sono caduchi. Dimensione dei sepali: larghezza 2 – 5 mm; lunghezza 4 – 6 mm.
- Corolla: la corolla è composta da 5 petali di colore giallo-dorato lucente; la forma è “cuoriforme” o obovata; alla base dal lato interno è presente una fossetta nettarifera (= petali nettariferi di derivazione staminale). In effetti anche i petali della corolla non sono dei veri e propri petali: potrebbero essere definiti come elementi del perianzio a funzione vessillifera[9]. Dimensione dei petali: larghezza 7 – 13 mm; lunghezza 8 – 11 mm.
- Androceo: gli stami, inseriti a spirale nella parte bassa sotto l'ovario, sono in numero indefinito e comunque più brevi dei sepali e dei petali; la parte apicale del filamento è lievemente dilatata sulla quale sono sistemate le antere bi-logge, di colore giallo a deiscenza laterale. Al momento dell'apertura del fiore le antere sono ripiegate verso l'interno, ma subito dopo, tramite una torsione, le antere si proiettano verso l'esterno per scaricare così il polline lontano dal proprio gineceo evitando così l'autoimpollinazione. Il polline è tricolpato (caratteristica tipica delle Dicotiledoni).
- Gineceo: l'ovario è formato da diversi carpelli liberi uniovulari; sono inseriti a spirale sul ricettacolo; gli ovuli sono eretti e ascendenti. I pistilli sono apocarpici (derivati appunto dai carpelli liberi).
- Fioritura: da aprile a settembre.

### Frutti

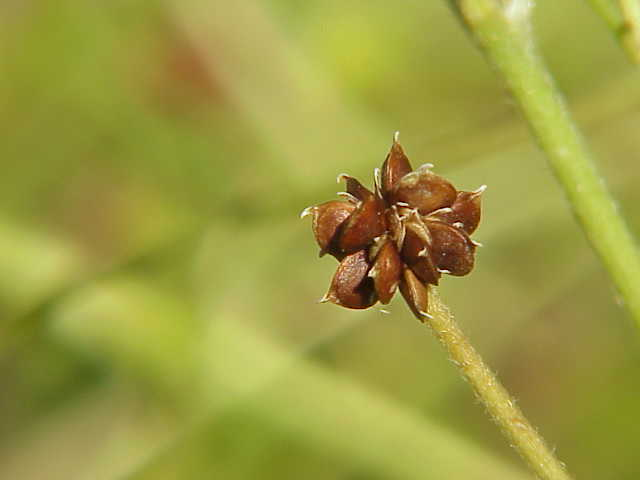
Il frutto
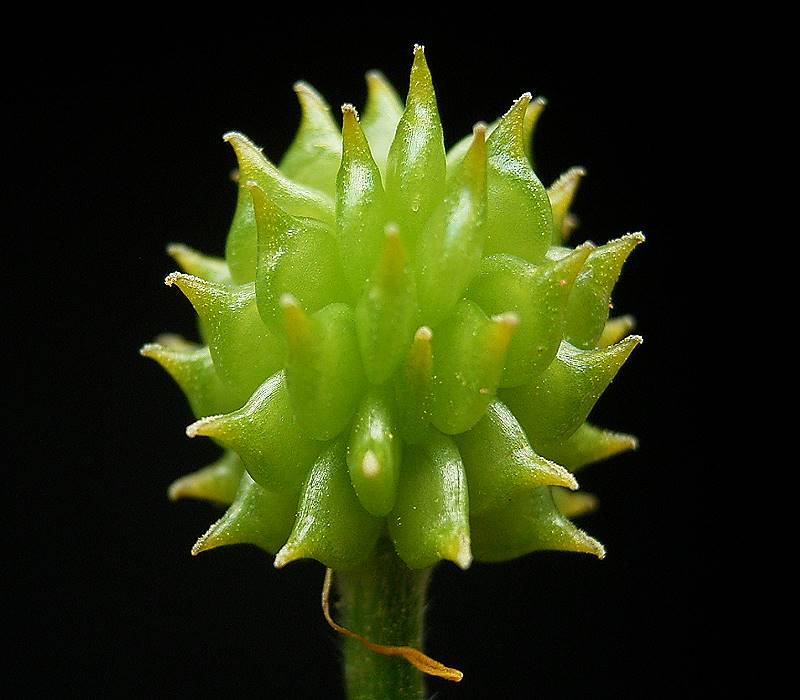
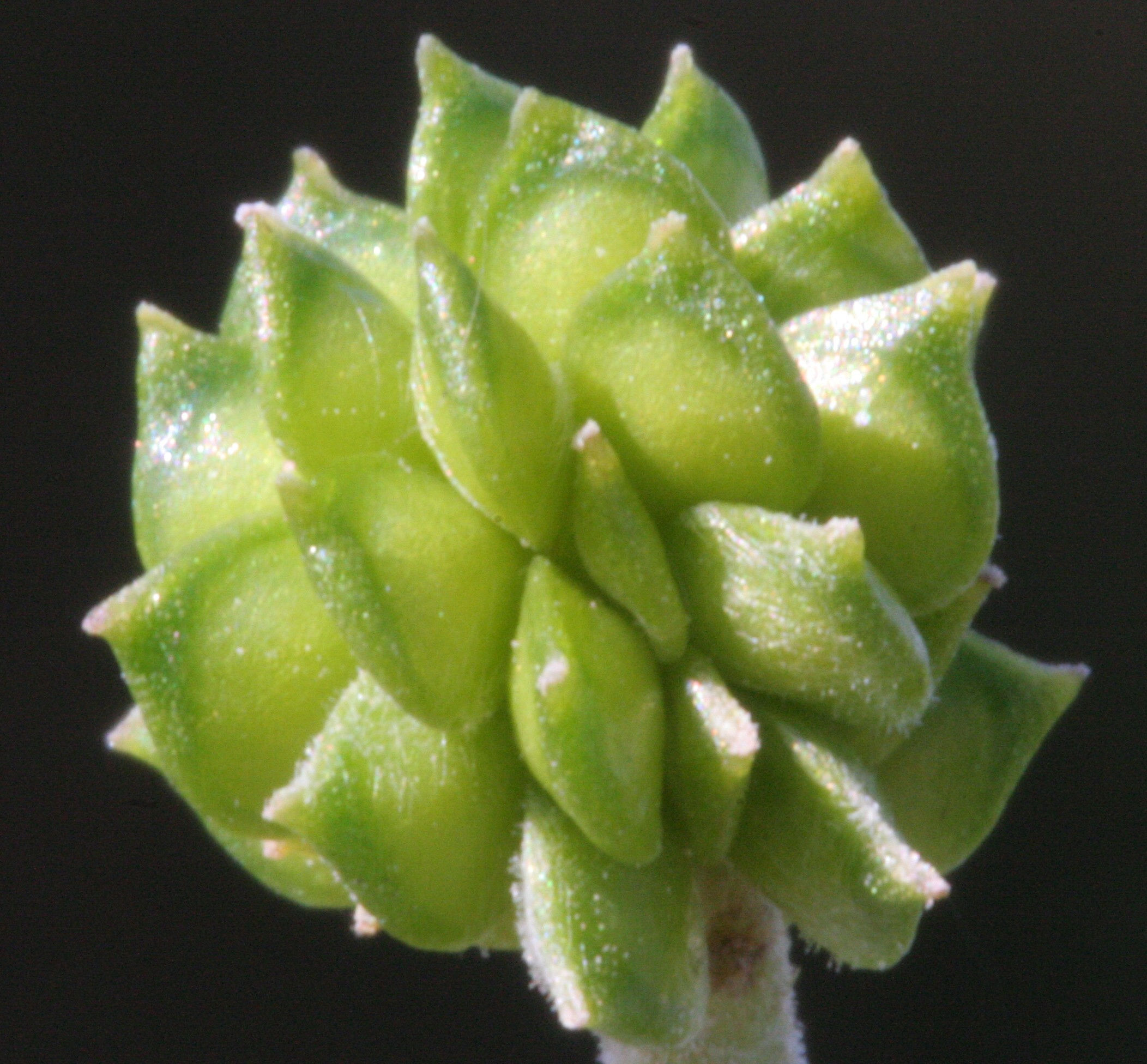
Località: Villa Prima, Limana (BL), 350 m s.l.m. - 04/10/2008
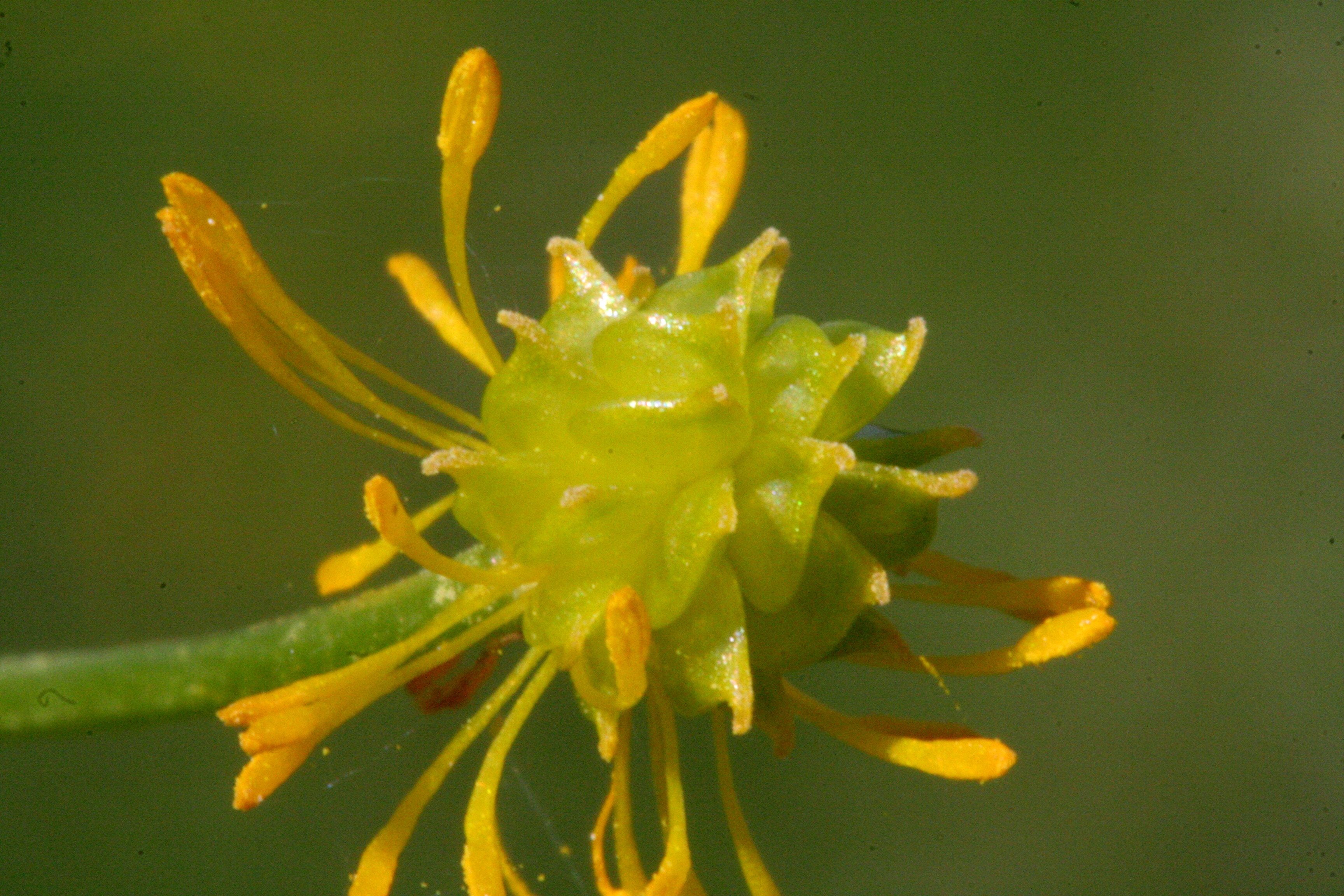
Località: Villa Prima, Limana (BL), 350 m s.l.m. - 04/10/2008

I frutti (un poliachenio) sono degli acheni lisci e glabri a forma ovata o subsferica; sono molto numerosi, appiattiti, compressi e con un rostro o becco apicale lungo circa ¼ dell'achenio (= achenio a becco breve); il rostro è fondamentalmente dritto o lievemente ricurvo, ma non uncinato. Ogni achenio contiene un solo seme. Insieme formano una testa sferica posta all'apice del peduncolo fiorale. Dimensione della testa sferica: 5 – 7 mm. Dimensione dei singoli acheni: larghezza 1,8 – 2,4 mm; lunghezza 2 – 3 mm. Lunghezza del becco: 0,2 – 1 mm.

## Riproduzione
La riproduzione di questa pianta avviene per via sessuata grazie all'impollinazione degli insetti pronubi (le api, se pur non frequentemente, ne raccolgono polline e nettare) in quanto è una pianta ad impollinazione entomogama).

## Distribuzione e habitat
- Geoelemento: il tipo corologico (area di origine) è Eurasiatica divenuta poi Subcosmopolita.
- Distribuzione: è una specie comunissima nell'Italia settentrionale; più rara al centro e sud; assente nelle isole. In Europa è altrettanto comune. In Asia si trova a nord dell'Himalaya, mentre in Africa è presente solamente nella parte settentrionale. Nell'Europa media viene considerata piante infestante i pascoli in quanto non appetita dagli erbivori, ma in definitiva questo accresce ulteriormente la diffusione dei ranuncoli che indisturbati possono propagarsi facilmente.
- Habitat: l'habitat tipico sono le zone incolte, ma anche i prati e i pascoli igrofili e mesofili e i margine dei sentieri. Il substrato preferito è sia calcareo che siliceo con pH neutro, medi valori nutrizionali del terreno che deve essere mediamente umido.
- Distribuzione altitudinale: sui rilievi queste piante si possono trovare fino a 1600 m s.l.m. (massima quota rilevata: 2530 m s.l.m.); frequentano quindi i seguenti piani vegetazionali: collinare, montano e subalpino.

### Fitosociologia
Dal punto di vista fitosociologico la specie Ranunculus acris appartiene alla seguente comunità vegetale:
Formazione: delle comunità delle macro- e megaforbie terrestri
Classe: Molinio Arrhenatheretea

## Tassonomia
Il genere Ranunculus è un gruppo molto numeroso di piante comprendente oltre 400 specie originarie delle zone temperate e fredde del globo, delle quali quasi un centinaio appartengono alla flora spontanea italiana. La famiglia delle Ranunculaceae invece comprende oltre 2500 specie distribuite su 58 generi. 

Le specie spontanee della nostra flora sono suddivise in tre sezioni (suddivisione a carattere pratico in uso presso gli orticoltori organizzata in base al colore della corolla): Xanthoranunculus – Batrachium – Leucoranunculus. La specie Ranunculus acris appartiene alla prima sezione (Xanthoranunculus) caratterizzata dall'avere la corolla gialla.

Un'altra suddivisione, che prende in considerazione caratteristiche morfologiche ed anatomiche più consistenti, è quella che divide il genere in due sottogeneri (o subgeneri), assegnando il Ranunculus acris al subgenere Ranunculus, caratterizzato da piante con fusti eretti (e quindi forniti di tessuti di sostegno), peduncoli dell'infiorescenza eretti alla fruttificazione, lamina fogliare ben sviluppata e petali gialli (o bianchi).

### Variabilità
Il Ranunculus acris è una specie variabile nella forma e nelle divisioni delle foglie, ma anche nelle dimensioni e nella forma del becco dell'achenio e nel tipo di pubescenza del fusto.

Alcuni autori considerano la specie affine Ranunculus friesianus Jordan una sottospecie di Ranunculus acris col nome di Ranunculus acris subsp. friesianus.

Nell'elenco che segue sono indicate alcune sottospecie, varietà e forme (l'elenco può non essere completo e alcuni nominativi sono considerati da altri autori dei sinonimi della specie principale o anche di altre specie):
SOTTOSPECIE:
- Ranunculus acris L. subsp. acris
- Ranunculus acris L. subsp. borealis (Regel) Nyman (1878)
- Ranunculus acris L. subsp. boreanus (Jordan) Syme (1863)
- Ranunculus acris L. subsp. despectus M.Laínz (1979)
- Ranunculus acris L. subsp. friesianus (Jord.) Rouy & Foucaud (1893) (sinonimo della sottospecie despectus)
- Ranunculus acris L. subsp. glabriusculus (Rupr.) Á.Löve & D.Löve (1975)
- Ranunculus acris L. subsp. granatensis (Boiss.) Nyman
- Ranunculus acris L. subsp. japonicus (Thunb.) Hultén (1971)
- Ranunculus acris L. subsp. nemorivagus (Jordan) Sudre (1907)
- Ranunculus acris L. subsp. nipponicus (Hara) Hultén (1971)
- Ranunculus acris L. subsp. polyanthemoides (Boreau) Berher in L. Louis (1887)
- Ranunculus acris L. subsp. pseudograndis Vorosch. (1972)
- Ranunculus acris L. subsp. pumilus (Wahlenb.) A.Löve & D.Löve (1985)
- Ranunculus acris L. subsp. scandinavicus (N.I.Orlova) Á.Löve & D.Löve (1975)
- Ranunculus acris L. subsp. stevenii sensu Rouy & Foucaud (1893)
- Ranunculus acris L. subsp. strigulosus (Schur) Hyl. (1943)
- Ranunculus acris L. subsp. subcorymbosus (Komarov) Toyokuni (1972)
- Ranunculus acris L. subsp. vulgatus (Jordan ex Boreau) Sudre (1907)

VARIETA':
- Ranunculus acris L. var. acris
- Ranunculus acris L. var. aestivalis (L. D. Benson) S. L. Welsh (1986)
- Ranunculus acris L. var. elatus Pawl.
- Ranunculus acris L. var. friesianus (Jordan) P. Fourn. (1936)
- Ranunculus acris L. var. frigidus Regel (1861) (sottospecie diffusa nelle Aleutine)[14]
- Ranunculus acris L. var. japonicus (Thunb.) Maxim. (1889)
- Ranunculus acris L. var. lanuginosus Desportes (1838)
- Ranunculus acris L. var. latisectus Beck
- Ranunculus acris L. var. minimus Vigo (1983)
- Ranunculus acris L. var. monticola (Kitag.) Tamura
- Ranunculus acris L. var. multifidus DC. (1818)
- Ranunculus acris L. var. napellifolius (Crantz) Desportes (1838)
- Ranunculus acris L. var. nigromaculatus Desportes (1838)
- Ranunculus acris L. var. nipponicus HARA
- Ranunculus acris L. var. propinquus (C.A. Mey.) Maxim. (1889)
- Ranunculus acris L. var. pumilus Wahlenb. (1824)
- Ranunculus acris L. var. pyrenaeus Coles (1971)
- Ranunculus acris L. var. schizophyllus H. Lév.
- Ranunculus acris L. var. stevenii (Andrz.) Regel
- Ranunculus acris L. var. sylvaticus (Thuill.) DC. (1817)
- Ranunculus acris L. var. typicus G. Beck
- Ranunculus acris L. var. villosus (Drabble) Coles (1971)

FORME:
- Ranunculus acris L. fo. acris
- Ranunculus acris L. fo. latisectus
- Ranunculus acris L. fo. multiplicipetalus B.Boivin (1951)
- Ranunculus acris L. fo. villosus Drabble (1930)
- Ranunculus acris L. fo. pleniflorus Hiitonen
- Ranunculus acris L. fo. plenus B. Boivin (1951)

### Ibridi
Con la specie R. bulbosus subsp. bulbosus la pianta R. acris subsp. acris forma il seguente ibrido interspecifico:
- Ranunculus × goldei Meinshausen ex Trautv. (1883)

### Sinonimi
La specie Ranunculus acris ha avuto nel tempo diverse nomenclature. L'elenco che segue indica alcuni tra i sinonimi più frequenti:
- Ranunculastrum acre (L.) Fourr. (1868)
- Ranunculastrum boraeanum (Jordan) Fourr. (1868)
- Ranunculastrum nemorivagum Fourr. (1868)
- Ranunculastrum vulgatum Fourr. (1868)
- Ranunculus acer auct. angl.
- Ranunculus acriformis var. aestivalis L. D. Benson (sinonimo della sottospecie aestivalis)
- Ranunculus acris Willk. ex Freyn
- Ranunculus acris Willk. ex Freyn subsp. hultenii Vorosch. (1994)
- Ranunculus acris Willk. ex Freyn subsp. novus (H.Lév. & Vaniot) Vorosch. (1985)
- Ranunculus borealis Trautv. (sinonimo della sottospecie borealis)
- Ranunculus boreanus Jordan (1847)
- Ranunculus cammarifolius Arvet-Touvet (1871) (sinonimo della subsp. boreanus)
- Ranunculus friesianus Jordan (1847) (sinonimo della subsp. friesianus)
- Ranunculus glabriusculus Rupr. (sinonimo della sottospecie borealis)
- Ranunculus granatensis Boiss.
- Ranunculus grandis Honda var. austrokurilensis (Tatewaki) H. Hara. (sinonimo della sottospecie frigidus)
- Ranunculus lanuginosus sensu DC. in Lam. & DC. (1805), non L. (sinonimo della subsp. friesianus)
- Ranunculus lanuginosus Scop. (1771), non L.
- Ranunculus napellifolius Crantz (1763)
- Ranunculus nemorivagus Jordan (1860) (sinonimo della subsp. friesianus)
- Ranunculus pascuicola Jordan (1860)
- Ranunculus rectus Jordan ex Boreau (1857)
- Ranunculus rivularis Arvet-Touvet (1883), non Banks & Solander ex DC. (sinonimo della subsp. boreanus)
- Ranunculus stevenii Beck
- Ranunculus stevenii auct. hung. et roman. (sinonimo della sottospecie acris)
- Ranunculus stevenii auct. angl., hung. et roman., non Andrz. ex Besser (sinonimo della sottospecie acris)
- Ranunculus stevenii auct. gall., non Andrz. ex Besser (sinonimo della sottospecie friesiamus)
- Ranunculus stevenii auct. gall. (sinonimo della sottospecie friesiamus)
- Ranunculus stevenii auct. ross. (sinonimo della sottospecie strigulosus)
- Ranunculus stevenii sensu Hiitonen, non Andrz. ex Besser (sinonimo della sottospecie borealis)
- Ranunculus stevenii sensu Hegi pro parte (sinonimo della sottospecie friesiamus e sottospecie strigulosus)
- Ranunculus strigulosus Schur (sinonimo della sottospecie strigulosus)
- Ranunculus silvaticus sensu Fries (1846), non Vill. (sinonimo della subsp. friesianus)
- Ranunculus tomophyllus Jordan (1860)
- Ranunculus vulgatus Jordan ex Boreau (1857) (sinonimo della subsp. friesianus)

### Specie simili
Molte sono le specie di “Ranuncolo” simili al “Ranuncolo comune”. Qui citiamo il Ranunculus friesianus Jordan – Ranuncolo di Fries che si differenzia per avere un rizoma allungato e i segmenti rombici delle foglie basali quasi sovrapposti in quanto più larghi delle foglie delle altre specie.

## Usi

### Farmacia
- Sostanze presenti: queste piante contengono l'anemonina; una sostanza particolarmente tossica per animali e uomini. Infatti gli erbivori brucano le foglie di queste piante con molta difficoltà e solamente dopo una buona essiccazione (erba affienata) che fa evaporare le sostanze più pericolose. Anche le api raramente bottinano sul ranuncolo. Sulla pelle umana queste piante possono creare delle vesciche (dermatite); mentre sulla bocca possono provocare intenso dolore e bruciore alle mucose[15].
- Proprietà curative: la medicina popolare indica queste piante come purgative, emetiche (utile in caso di avvelenamento in quanto provoca il vomito) e risolutive, ma è il caso di dire che il rimedio è peggiore del male da curare. Alcune tribù di nativi americani utilizzano queste piante come analgesici (attenua il dolore), o per usi esterni di tipo dermatologico, ma anche come emostatico (blocca la fuoriuscita del sangue in caso di emorragia) e sedativo (calma stati nervosi o dolorosi in eccesso)[14]. Nella medicina tibetana sono utilizzate per la capacità di generare calore (come riscaldamento del corpo umano)[15].

### Giardinaggio
Sono piante rustiche di facile impianto per cui spesso sono coltivate nei giardini rustici o anche alpini. Esistono anche diversi cultivar creati dai giardinieri per l'industria del giardinaggio.

## Galleria d'immagini

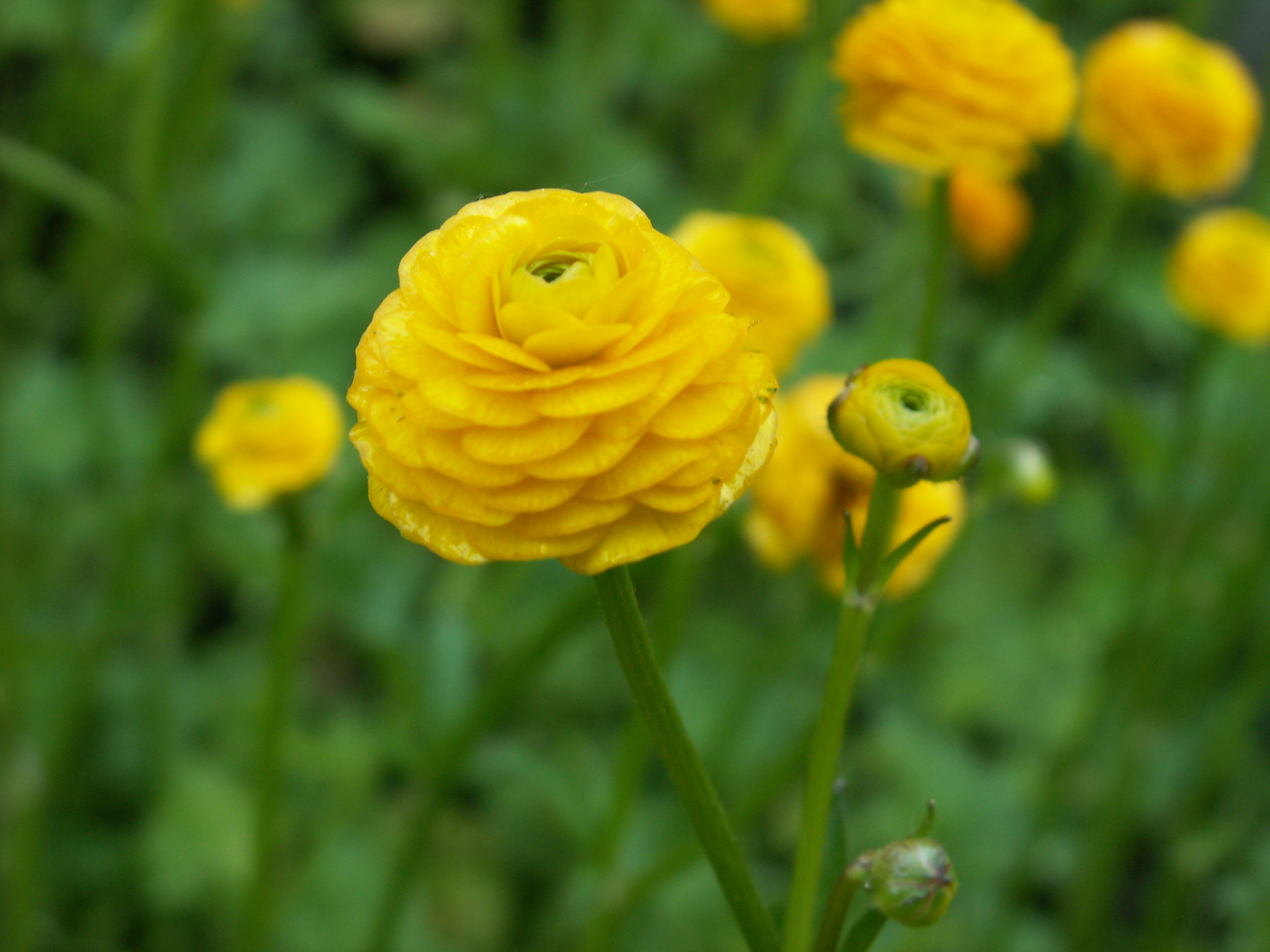
Cultivar multiplex
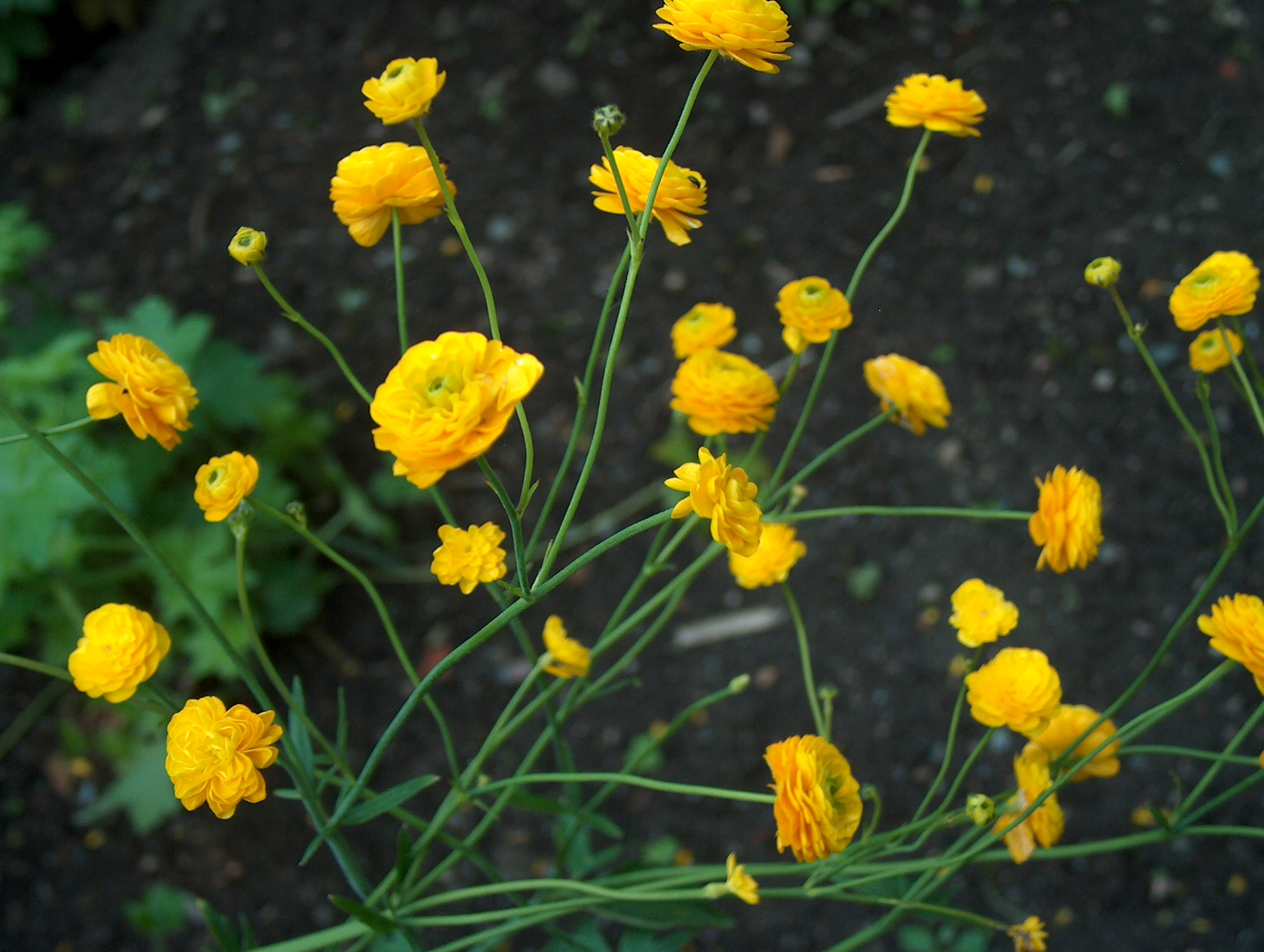
Cultivar multiplex
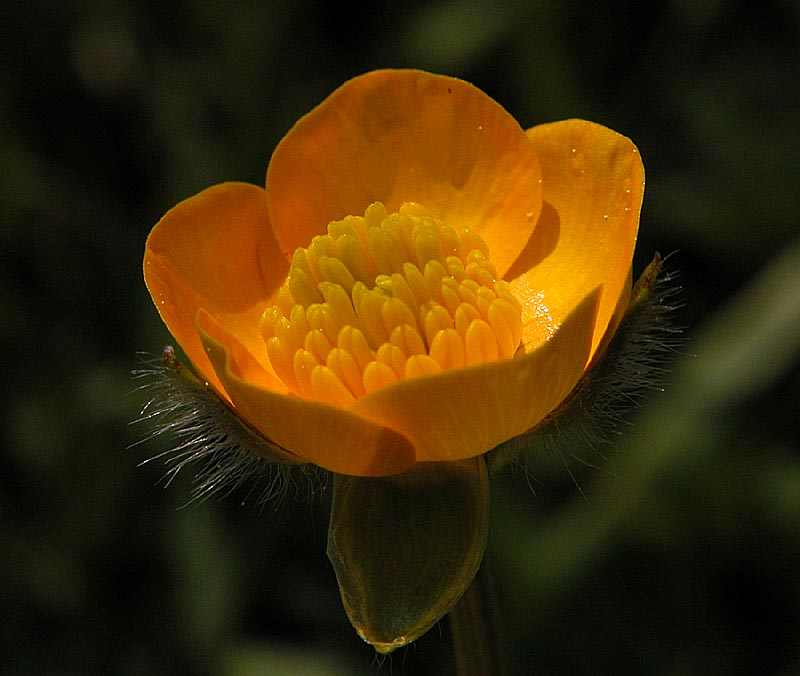
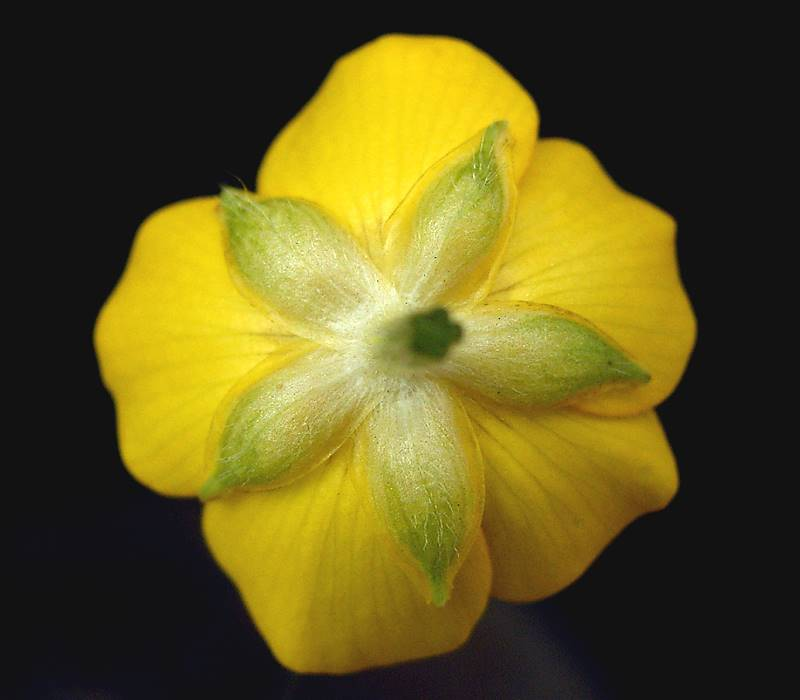